# Phó Văn Hóa
Phó Văn Hóa (tiếng Trung giản thể: 付文化, bính âm Hán ngữ: Fù Wénhuà, sinh tháng 1 năm 1965, người Hán) là tướng lĩnh Quân Giải phóng Nhân dân Trung Quốc. Ông là Thiếu tướng Quân Giải phóng, Ủy viên dự khuyết Ủy ban Trung ương Đảng Cộng sản Trung Quốc khóa XX, hiện là Thường vụ Thành ủy Bắc Kinh, Tư lệnh Khu Cảnh bị Bắc Kinh.
Phó Văn Hóa là đảng viên Đảng Cộng sản Trung Quốc, ông có sự nghiệp đều phục vụ cho Lục quân với hơn 40 năm tại ngũ, từng công tác ở 3 tập đoàn quân trước khi nhậm chức thủ trưởng đơn vị quân sự đồn trú thủ đô.

## Sự nghiệp
Phó Văn Hóa sinh vào tháng 1 năm 1965, đến năm 1983 thì nhập ngũ Quân Giải phóng Nhân dân Trung Quốc, phục vụ Lục quân. Ông đã hoạt động trường kỳ ở Tập đoàn quân 16, đi từ một chiến sĩ lên Trung đoàn trưởng, Tham mưu trưởng Sư đoàn, Phó Sư đoàn trưởng và Lữ đoàn trưởng của tập đoàn quân này, được kết nạp Đảng Cộng sản Trung Quốc vào năm 1985. Trong những năm đó, ông cũng được cử tới Học viện Chỉ huy Lục quân để học, cử sang du học quân sự ở Đức, học cao học ở Đại học Quốc phòng Trung Quốc và nhận bằng Thạc sĩ Quân sự học. Năm 2011, ông được bổ nhiệm làm Sư đoàn trưởng một sư đoàn của Tập đoàn quân 16, sang năm 2013, khi biên chế bộ đội đã được điều chỉnh và cải tổ, với vai trò là Sư đoàn trưởng một sư đoàn bộ binh cơ giới của Quân khu Thẩm Dương, sư đoàn của ông được đổi thành lữ đoàn và ông giữ chức Lữ đoàn trưởng. Năm 2014, ông được vinh danh là sĩ quan chỉ ưu tú toàn quân Trung Quốc, đến năm 2016 thì được điều động kế nhiệm Từ Khởi Linh nhậm chức Tham mưu trưởng Tập đoàn quân 54, cấp phó quân trưởng. Vào tháng 3 năm 2017, hệ thống tập đoàn quân được cải tổ, ông được điều sang Tập đoàn quân 81 làm Tham mưu trưởng, được phong quân hàm Thiếu tướng Lục quân. Ngày 30 tháng 7 cùng năm, trong lễ duyệt binh kỷ niệm 90 năm ngày thành lập Quân Giải phóng Nhân dân Trung Quốc, anh làm đội trưởng đội hỗ trợ thiết bị hậu cần.
Vào tháng 4 năm 2020, Phó Văn Hóa được điều tới thủ đô, được bổ nhiệm làm Tư lệnh Khu Cảnh vệ Bắc Kinh. Vào thời điểm này, đơn vị đồn trú này đã được giảm bậc xuống ở cấp chính quân, không còn là phó chiến khu như trước đó, và chức vụ tư lệnh cũng tương đương cấp chính quân. Sau đó 2 năm, vào tháng 6 năm 2022, ông được bầu vào Ủy ban Thường vụ Thành ủy Bắc Kinh, thăng cấp phó tỉnh, bộ, đồng thời được bầu là đại biểu dự Đại hội Đảng Cộng sản Trung Quốc lần thứ XX, từ đoàn Quân Giải phóng và Vũ cảnh. Trong quá trình bầu cử tại đại hội, ông tiếp tục được bầu là Ủy viên dự khuyết Ủy ban Trung ương Đảng Cộng sản Trung Quốc khóa XX.

## Lịch sử thụ phong quân hàm
| Quân hàm |             |  |  |  |  |  |  |  |  |  |  |
| Cấp bậc  | Thiếu tướng |  |  |  |  |  |  |  |  |  |  |
|          |             |  |  |  |  |  |  |  |  |  |  |